# Tonel Iko
Tonel Iko es un cultivar de higuera de tipo San Pedro Ficus carica bífera (con dos cosechas por temporada las brevas de verano, y los higos de verano-otoño que solamente los maduraría si tienen polinización de una higuera macho, si no amarillean y se caen), de brevas de piel de color de fondo verde claro, con sobre color verde amarillento, numerosas lenticelas medianas de color blanco verdoso. Se cultiva desde tiempo inmemorial principalmente en los caseríos de Vizcaya.

## Sinonimia
- „Higo Tonel“ en Vizcaya,[5][6][7]

## Características
La higuera 'Tonel Iko' es una variedad bífera de tipo San Pedro, de producción alta de brevas en forma de racimo y nula de higos si no tienen el polen de una higuera macho (Cabrahigo), con lo cual se ponen amarillos y se caen de la higuera sin madurar.
Esta variedad ha prosperado gracias entre otras cualidades por aguantar bien la humedad, ser muy prolífica, estar libre del virus del mosaico y tener una piel muy fina, que permite comerla con piel.
Las brevas son sensiblemente más tardías que el resto. Es una breva globosa (de ahí la denominación de tonel) y de pulpa muy compacta. Suelen madurar a partir de mediados de julio. Es muy prolífica de brevas todas juntas en forma de racimo, que no son de muy buena calidad, pero no habiendo más en esa época son bienvenidas, verla todo el año cargada de esas brevas en racimos es cuando menos curiosa.
Produce una cosecha de muchas brevas, de no buen sabor y que aguantan aceptablemente bien la lluvia.
Apta para mermeladas, consumo procesado en confituras o almíbar y en guisos.

## Cultivo de la higuera
Esta variedad de higuera está adaptada al clima húmedo del norte de la península ibérica donde se cultiva desde tiempo inmemorial principalmente en los caseríos de Vizcaya y se ha extendido también por Navarra y Guipúzcoa.